# Timahan
Timahan is een bestuurslaag in het regentschap Trenggalek van de provincie Oost-Java, Indonesië. Timahan telt 4188 inwoners (volkstelling 2010).